# Un hombre y una mujer
Un hombre y una mujer (en francés, Un homme et une femme) es una película francesa de romance estrenada en 1966. La película fue dirigida por Claude Lelouch, quien escribió el guion con Pierre Uytterhoeven, y protagonizada por Anouk Aimée, Jean-Louis Trintignant, Valerie Lagrange y Pierre Barouh. La banda sonora, realizada por Francis Lai, estuvo en la cima de las listas de popularidad musical en México y Argentina.
Una secuela, titulada Un hombre y una mujer: 20 años más tarde (Un Homme et une Femme, 20 ans déjà), se estrenó en 1986. En 2019, Lelouch presentó una tercera parte con los mismos actores, titulada Los años más bellos de una vida.

## Argumento
Cuenta la historia de Anne (Anouk Aimée), una viuda joven que trabaja como script (secretaria en la industria del cine) y cuyo marido (Pierre Barouh) era stuntman (especialista en escenas peligrosas), y murió en un accidente en el estudio de cine. Jean-Louis (Jean-Louis Trintignant) es un piloto de coches de carreras cuya esposa se suicidó después de que casi muriera él tras un accidente durante las 24 Horas de Le Mans. 
Anne y Jean-Louis se conocen en la escuela de sus respectivos hijos, en Deauville. Comparten un viaje a París una noche después de que Anne haya perdido el último tren, y su atracción mutua es inmediata. La historia sigue el florecimiento de su relación durante varios viajes a Deauville, mientras se enamoran a pesar de la sensación de culpa de Anne y de la turbación por la pérdida de su marido difunto. Después de una noche juntos en Deauville, Anne se siente incapaz de ser infiel a la memoria de su esposo y decide dejar a Jean-Louis. Mientras ella está viajando de regreso a París en tren, Jean-Louis corre por la ruta para tratar de verla en la estación a su llegada. Cuando ella desciende del tren se encuentra con la sorpresa de verlo allí. Feliz de que su amante haya vuelto a ella, Anne lo abraza.

## Intérpretes
- Anouk Aimée: Anne Gauthier
- Jean-Louis Trintignant: Jean-Louis Duroc
- Pierre Barouh: Pierre Gauthier
- Valérie Lagrange: Valérie Duroc
- Simone Paris: La directora de la pensión
- Antoine Sire: Antoine Duroc
- Souad Amidou: Françoise Gauthier

## Premios
La película ganó muchos premios cinematográficos, incluyendo la Palma de Oro en el festival de cine de Cannes en 1966, y en 1967 obtuvo cuatro nominaciones a los premios Óscar de la Academia y dos galardones.
| Año  | Premio             | Categoría                                                      | Receptor                                                         | Resultado | Notas                                        |
| ---- | ------------------ | -------------------------------------------------------------- | ---------------------------------------------------------------- | --------- | -------------------------------------------- |
| 1966 | Premios Oscar      | Mejor película de habla no inglesa                             | Claude Lelouch, director                                         | Ganadora  |                                              |
| 1966 |                    | Mejor director                                                 | Claude Lelouch, director                                         | Nominado  |                                              |
| 1966 |                    | Mejor actriz                                                   | Anouk Aimée                                                      | Nominada  |                                              |
| 1966 |                    | Mejor argumento y guion escritos directamente para la pantalla | Claude Lelouch (argumento y guion) y Pierre Uytterhoeven (guion) | Ganadores |                                              |
| 1966 | Premios BAFTA      | Mejor película                                                 | Claude Lelouch                                                   | Nominado  |                                              |
| 1966 |                    | Mejor actriz                                                   | Anouk Aimée                                                      | Ganadora  |                                              |
| 1966 | Festival de Cannes | Palma de Oro                                                   | Claude Lelouch                                                   | Ganador   | Empate con Señoras y señores de Pietro Germi |
| 1966 | Premio OCIC        |                                                                | Claude Lelouch                                                   | Ganador   |                                              |

Medallas del Círculo de Escritores Cinematográficos
| Categoría                 | Candidaturas          | Resultado |
| ------------------------- | --------------------- | --------- |
| Mejor película extranjera | Un hombre y una mujer | Ganadora  |